# Jean-Michel Faure
Jean-Michel Faure (Algeri, 1941) è un vescovo francese, di posizione cattolica tradizionalista dell'Unione sacerdotale Marcel Lefebvre dal 19 marzo 2015.

## Biografia
Jean-Michel Faure è nato ad Algeri nel 1941 in una famiglia pieds-noirs.

### Formazione e ministero sacerdotale

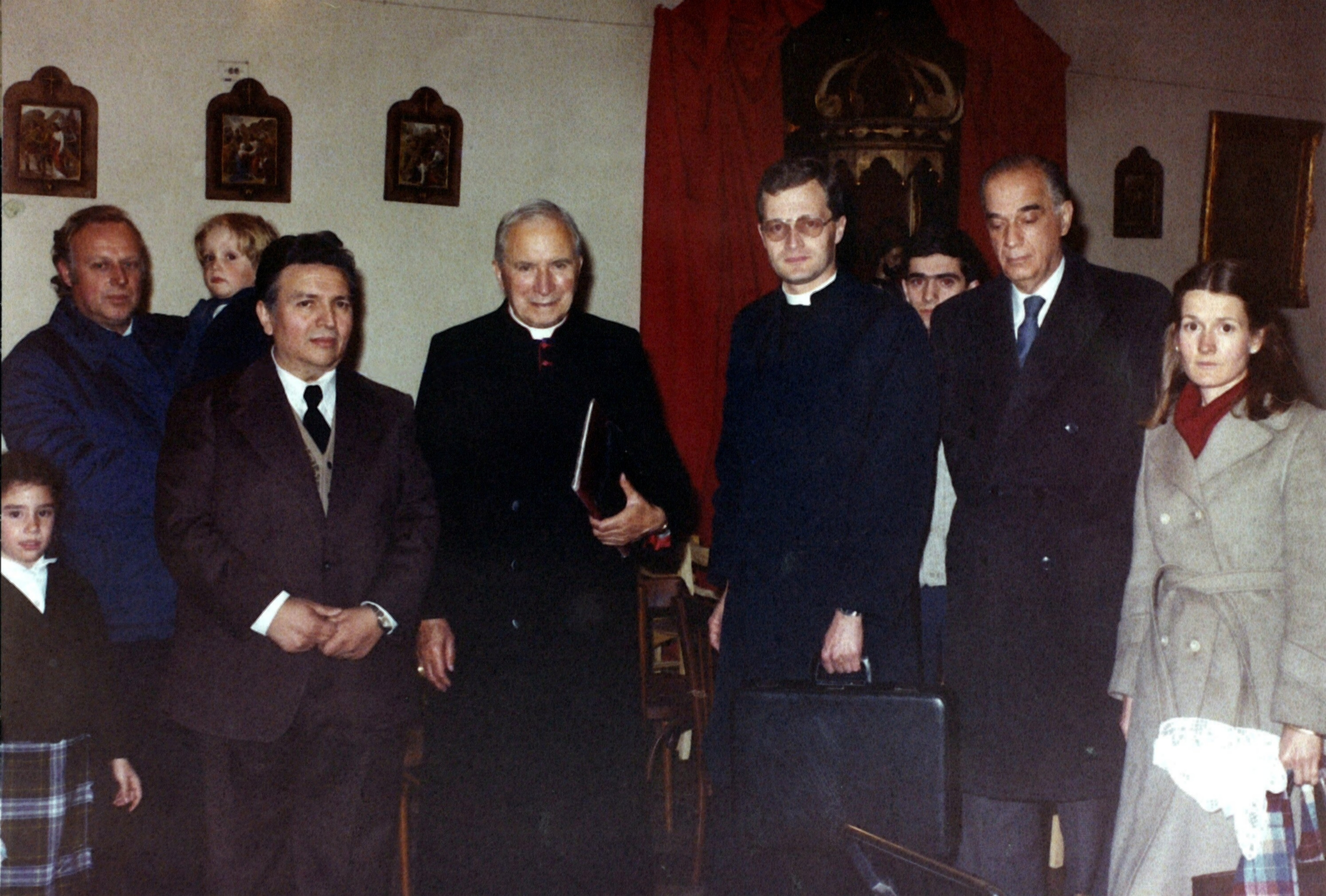
Monsignor Lefebvre con Jean-Michel Faure in Argentina.

Dopo l'indipendenza dell'Algeria, nell'ottobre del 1972, è entrato nel seminario internazionale della Fraternità sacerdotale San Pio X di Ecône, in Svizzera.
Nel giugno 1977 è stato ordinato presbitero dall'arcivescovo Marcel Lefebvre. Lo stesso anno, dopo la sua ordinazione, ha accompagnato monsignor Lefebvre negli Stati Uniti d'America, in America Latina e in Messico per organizzare dei centri di messa e riceve il supporto come superiore del distretto sudamericano della Fraternità. Nel 1980 è diventato il primo direttore del seminario di La Reja in Argentina. Nel 1985 è stato nominato superiore del distretto del Messico nel 1985. Nel 1986 monsignor Lefebvre, in un suo discorso, gli aveva proposto di diventare vescovo, ma egli ha rifiutato l'offerta e ha detto che la scelta di Alfonso de Galarreta sarebbe stata più appropriata.
All'inizio del 2013 ha lasciato la Fraternità sacerdotale San Pio X in quanto essa auspicava un riavvicinamento con Santa Sede. L'anno successivo è stato ufficialmente espulso dalla Fraternità.

### Ministero episcopale
Il 19 marzo 2015 il vescovo Richard Williamson gli ha conferito l'ordinazione episcopale presso il monastero della Santa Croce in Brasile senza autorizzazione papale ma con un mandato di supplenza proclamato e firmato, come era avvenuto per i vescovi consacrati nel 1988 da monsignor Lefebvre. I due sono così incorsi nella scomunica latae sententiae come previsto dal Codice di diritto canonico.
Nell'agosto 2016 ha fondato una società sacerdotale, la Società sacerdotale degli Apostoli di Gesù e Maria.

## Genealogia episcopale
La genealogia episcopale è:
- Cardinale Scipione Rebiba
- Cardinale Giulio Antonio Santori
- Cardinale Girolamo Bernerio, O.P.
- Arcivescovo Galeazzo Sanvitale
- Cardinale Ludovico Ludovisi
- Cardinale Luigi Caetani
- Cardinale Ulderico Carpegna
- Cardinale Paluzzo Paluzzi Altieri degli Albertoni
- Papa Benedetto XIII
- Papa Benedetto XIV
- Papa Clemente XIII
- Cardinale Marcantonio Colonna
- Cardinale Giacinto Sigismondo Gerdil, B.
- Cardinale Giulio Maria della Somaglia
- Cardinale Carlo Odescalchi, S.I.
- Vescovo Eugène de Mazenod, O.M.I.
- Cardinale Joseph Hippolyte Guibert, O.M.I.
- Cardinale François-Marie-Benjamin Richard
- Vescovo Marie-Prosper-Adolphe de Bonfils
- Cardinale Louis-Ernest Dubois
- Arcivescovo Jean-Arthur Chollet
- Arcivescovo Héctor Raphaël Quilliet
- Vescovo Charles-Albert-Joseph Lecomte
- Cardinale Achille Liénart
- Arcivescovo Marcel Lefebvre, C.S.Sp.
- Vescovo Richard Williamson
- Vescovo Jean-Michel Faure